# Église Saint-Nicolas et Sainte-Catherine (Pervyse)
L'église Saint-Nicolas-et-Sainte-Catherine (en néerlandais : Sint-Niklaas et Sint-Katharinakerk) est un édifice religieux catholique se trouvant à Pervyse (commune  de Dixmude) en Flandre-Occidentale (Belgique). Une première église du XIIIe siècle, après aménagements et agrandissements successifs est devenue l'église-halle  du XIXe siècle, reconstruite au XXe. Sise sur la Schoorbakkestraat elle est lieu de culte de la communauté catholique locale. 

## Histoire
Lorsque l'abbaye Saint-Nicolas de Furnes fut fondée en 1120, elle possédait également une chapelle à Pervyse en plus d'une chapelle dédiée à saint Denis à Furnes. En 1120 ou 1124, Pervyse devint une paroisse dépendant de l'abbaye.
À quelques centaines de mètres de là, une église dédiée à sainte Catherine fut édifiée vers 1208, pour la paroisse Chapelle-Sainte-Catherine. Celle-ci dépendait de l'abbaye de Saint-Bertin à Saint-Omer.
Pervyse fut presque entièrement détruite vers 1566, lors des guerres de Religion. En 1638, la tour ouest est reconstruite ou fortement réparée. De 1641 à 1642, l'église est restaurée sous une forme réduite. Elle devint alors une église-halle à deux nefs avec l'ancienne tour ouest.
En 1793, de nombreux dégâts sont causés dans la région par les troupes françaises, mais les églises sont épargnées. Vers 1859, le bas-côté nord fut agrandi, la tour étant plus ou moins intégrée. De 1892 à 1894, l'église fut reconstruite dans un style néo-gothique et agrandie en ajoutant une nef supplémentaire au nord de l'aile nord, créant une église-halle à trois nefs. L'ancienne tour fut démolie et remplacée par une nouvelle néo-gothique. L'église Sainte-Catherine fut également démolie pour financer cette nouvelle construction. Le nouvel édifice religieux, fortement rénové, adopta alors le double nom: 'église Saint-Nicolas-et-Sainte-Catherine'. Du mobilier d'église néo-gothique fut ajouté et l'église fut consacrée en 1896.

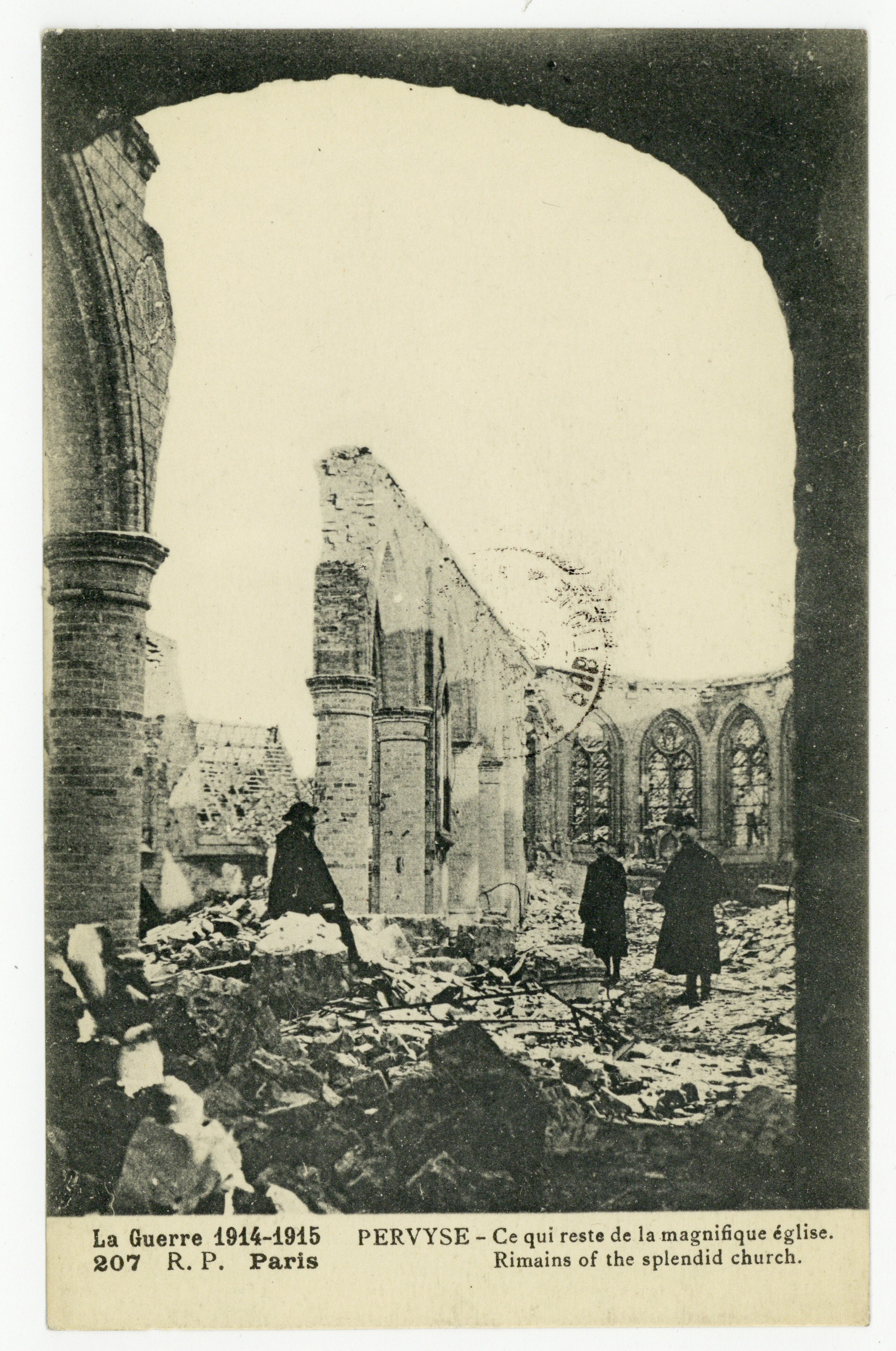
Ruines de l'église en 1915.

Pendant la Première Guerre mondiale, l'église fut presque entièrement détruite par les bombardements allemands. En 1923, l'église est reconstruite selon la situation de 1892-1894, sous la direction de Victor Creten. L'église fut à nouveau consacrée en 1933.
Durant la Seconde Guerre mondiale, le bâtiment fut légèrement endommagé mais rapidement restauré (1950).

## Immeuble
Il s'agit d'une église-halle à trois nefs en briques jaunes avec une tour ouest à quatre sections. Le chœur principal est fermé sur cinq côtés. L'intérieur est de l'époque de la reconstruction.

## Orgue
L'église contient un orgue de facture 'Loncke, Jos. & Zonen' (1956).